# Hautot-sur-Mer
Hautot-sur-Mer település Franciaországban, Seine-Maritime megyében. Lakosainak száma 1879 fő (2022. január 1.). Hautot-sur-Mer Dieppe, Offranville, Saint-Aubin-sur-Scie és Varengeville-sur-Mer községekkel határos.

## Népesség
A település népességének változása:
| Lakosok száma | 1972 | 1944 | 2001 | 1914 | 1904 | 1891 | 1896 | 1887 | 1879 |
|               | 2013 | 2015 | 2016 | 2017 | 2018 | 2019 | 2020 | 2021 | 2022 |